# 塞缪尔·奥布莱恩·里基茨
塞缪尔·奥布莱恩·里基茨（英語：Samuel O'Brien Ricketts，1996年4月25日—），牙買加男子羽毛球運動員。

## 簡歷
2013年10月，塞缪尔·奥布莱恩·里基茨出戰聖多明哥羽毛球公開賽，與加雷斯·亨利合作赢得男子雙打冠軍。
2018年3月，塞缪尔·奥布莱恩·里基茨出戰牙買加羽毛球國際賽，與加雷斯·亨利合作拿得男子雙打比賽亞軍。

## 主要比賽成績
只列出曾進入準決賽的國際賽事成績：
| 年份   | 賽事                         | 公開賽級別 | 項目     | 拍檔              | 成績   |
| ------ | ---------------------------- | ---------- | -------- | ----------------- | ------ |
| 2013年 | 泛美洲青年羽毛球錦標賽       | 其他       | 男子雙打 | Jamari Rose       | 季軍   |
| 2013年 | 聖多明哥羽毛球公開賽         | 國際系列賽 | 男子雙打 | 加雷斯·亨利       | 冠軍   |
| 2014年 | 吉拉爾迪拉羽毛球賽           | 國際系列賽 | 男子雙打 | 加雷斯·亨利       | 準決賽 |
| 2014年 | 泛美洲青年羽毛球錦標賽       | 其他       | 男子單打 | －                | 亞軍   |
| 2014年 | 泛美洲青年羽毛球錦標賽       | 其他       | 男子雙打 | Sean Wilson       | 冠軍   |
| 2016年 | 加勒比地區羽毛球聯合會國際賽 | 未來系列賽 | 男子單打 | －                | 準決賽 |
| 2017年 | 加勒比地區羽毛球聯合會公開賽 | 國際系列賽 | 男子單打 | －                | 準決賽 |
| 2017年 | 加勒比地區羽毛球聯合會公開賽 | 國際系列賽 | 男子雙打 | 加雷斯·亨利       | 冠軍   |
| 2017年 | 加勒比地區羽毛球聯合會公開賽 | 國際系列賽 | 混合雙打 | 凯瑟琳·温特       | 準決賽 |
| 2017年 | 蘇利南羽毛球國際賽           | 國際系列賽 | 男子雙打 | 加雷斯·亨利       | 亞軍   |
| 2018年 | 牙買加羽毛球國際賽           | 國際系列賽 | 男子雙打 | 加雷斯·亨利       | 亞軍   |
| 2018年 | 秘魯羽毛球國際賽             | 國際系列賽 | 男子雙打 | 加雷斯·亨利       | 準決賽 |
| 2019年 | 牙買加羽毛球國際賽           | 國際系列賽 | 男子雙打 | 加雷斯·亨利       | 亞軍   |
| 2019年 | 泛美洲羽毛球錦標賽           | 其他       | 男子雙打 | 加雷斯·亨利       | 季軍   |
| 2019年 | 加勒比地區羽毛球聯合會國際賽 | 國際系列賽 | 男子單打 | －                | 準決賽 |
| 2019年 | 加勒比地區羽毛球聯合會國際賽 | 國際系列賽 | 男子雙打 | 加雷斯·亨利       | 冠軍   |
| 2020年 | 牙買加羽毛球國際賽           | 國際系列賽 | 男子雙打 | Shane Wilson      | 亞軍   |
| 2021年 | 薩爾瓦多羽毛球國際賽         | 國際系列賽 | 混合雙打 | Tahlia Richardson | 準決賽 |
| 2023年 | 冰島羽毛球國際賽             | 未來系列賽 | 男子雙打 | 何冠夆            | 準決賽 |
| 2023年 | 吉拉爾迪拉羽毛球賽           | 未來系列賽 | 男子雙打 | 何冠夆            | 冠軍   |
| 2023年 | 吉拉爾迪拉羽毛球賽           | 未來系列賽 | 混合雙打 | Tahlia Richardson | 準決賽 |
| 2023年 | 智利羽毛球國際賽             | 未來系列賽 | 男子雙打 | 何冠夆            | 冠軍   |
| 2023年 | 智利羽毛球國際賽             | 未來系列賽 | 混合雙打 | Tahlia Richardson | 冠軍   |
| 2023年 | 聖多明哥羽毛球公開賽         | 國際系列賽 | 男子雙打 | 何冠夆            | 準決賽 |
| 2023年 | 秘魯羽毛球未來系列賽         | 未來系列賽 | 男子雙打 | 何冠夆            | 冠軍   |
| 2023年 | 秘魯羽毛球未來系列賽         | 未來系列賽 | 混合雙打 | Tahlia Richardson | 準決賽 |
| 2023年 | 千里達及托巴哥羽毛球國際賽   | 國際系列賽 | 男子雙打 | 何冠夆            | 亞軍   |
| 2023年 | 千里達及托巴哥羽毛球國際賽   | 國際系列賽 | 混合雙打 | Tahlia Richardson | 冠軍   |
| 2023年 | 墨西哥羽毛球未來系列賽       | 未來系列賽 | 男子單打 | －                | 準決賽 |
| 2024年 | 吉拉爾迪拉羽毛球賽           | 未來系列賽 | 男子單打 | －                | 冠軍   |

| 2007-2017年 | 首要超級賽 | 超級賽 | 黃金大獎賽 | 大獎賽 | 國際挑戰賽 | 國際系列賽 | 未來系列賽 | 其他 |

| 2018-2026年 | 總決賽 | 超級1000賽 | 超級750賽 | 超級500賽 | 超級300賽 | 超級100賽 | 國際挑戰賽 | 國際系列賽 | 未來系列賽 | 其他 |